# 楊一峯
楊一峯（1899年11月—1974年8月8日），名世淸。河南省新鄉縣人。民國37年（1948年）在河南省第二選區當選第一屆立法委員。

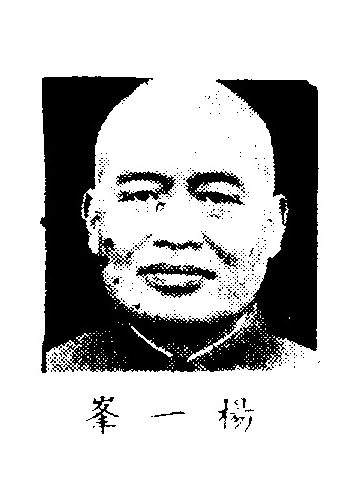
制憲國民大會代表

## 生平[1][2][3]
- 國立北京大學哲學系畢業
- 中央訓練團黨政高級班畢業
- 革命實踐研究院第十七期畢業
- 中等學校校長
- 專科學校訓導主任
- 中央政治學校訓導
- 政工幹部學校教授
- 中國國民黨河南省黨部委員、書記長、代理特派委員
- 武長株萍鐵路黨務特派員
- 中央黨部設計委員
- 中央地方自治計劃委員會秘書
- 河南民國日報社社長
- 河南第一區行政督察專員
- 河南省政府委員兼民政廳廳長
- 考試院考選委員會委員
- 制憲國民大會代表
- 民國63年8月8日病故[4]